# Flugunfall des UNO-Generalsekretärs Dag Hammarskjöld
Am 18. September 1961 starb UNO-Generalsekretär Dag Hammarskjöld bei einem Flugunfall nahe der Stadt Ndola, im Grenzgebiet zwischen der abtrünnigen kongolesischen Provinz Katanga und Nordrhodesien, dem heutigen Sambia. Die Gründe, die zum Absturz seiner von der Transair Sweden gemieteten Douglas DC-6B führten, konnten nicht eindeutig geklärt werden. Bei dem Unfall starben alle 16 Insassen der Maschine, ein Fluggast erlag seinen Verletzungen nach fünf Tagen.

## Hintergrund

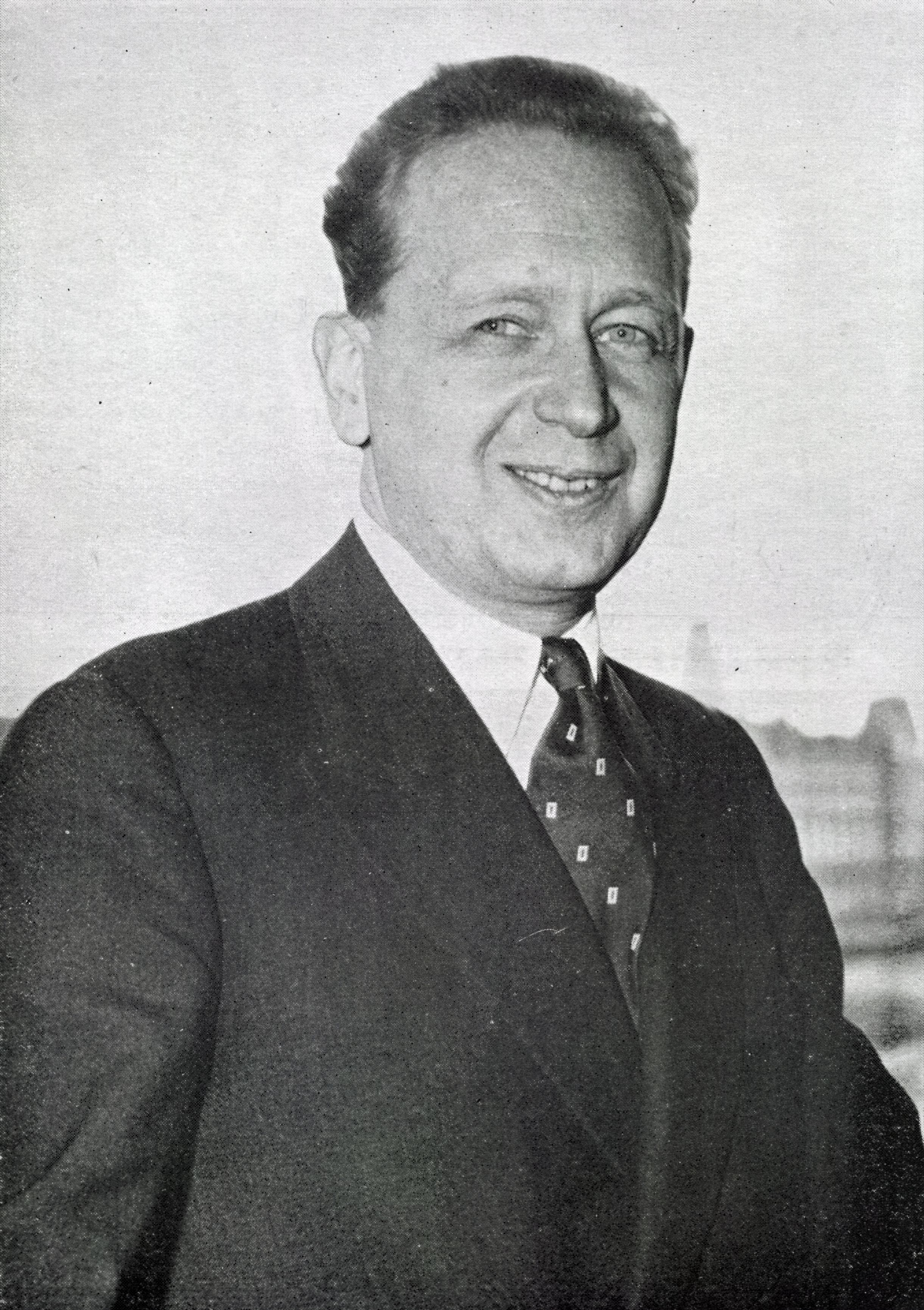
Dag Hammarskjöld (Fotografie aus den 1950er-Jahren)

Der König der Belgier Baudouin I. hatte den Kongo am 30. Juni 1960 in die Unabhängigkeit entlassen und dabei die „kolonialen Errungenschaften und Verdienste“ seines Reiches gepriesen – tatsächlich hatte Belgien das Land 75 Jahre lang brutal ausgeplündert (Kongogräuel). Nachdem die Kolonialherrschaft der Belgier geendet hatte, wurde Patrice Lumumba, der Führer der Unabhängigkeitsbewegung, der erste frei gewählte Regierungschef seines Landes. Doch die kurze Phase der Demokratie im Kongo währte nicht lange, in den Straßen wurde geschossen, belgische Fallschirmjäger und Söldner besetzten Teile des Landes, offiziell um weiße Landbesitzer zu schützen, wohl aber auch um eine Verstaatlichung der Diamant-, Kupfer-, Kobalt- und Uranbergwerke zu verhindern. Im Anschluss an die Sezession der Provinz Katanga und die Ausrufung einer Separatistenregierung durch Moïse Tschombé rief Lumumba die Vereinten Nationen zu Hilfe. Katanga war die rohstoffreichste Provinz des Kongos, dort wurde durch das Bergbauunternehmen Union Minière du Haut-Katanga Kobalt und – für den Westen vor allem von Interesse – Uran gefördert. Auch Großbritannien fürchtete um Beteiligungen an Minengesellschaften. Für die USA war Zentralafrika als Einflusszone im Kalten Krieg und wegen der großen Uranvorkommen interessant.
Das Uranbergwerk Shinkolobwe bei Jadotville blieb trotz der Bemühungen der USA, alternative Quellen für Uranerz zu finden, bis in die 1950er Jahre die größte Einzelquelle und spielte eine wichtige Rolle in der geopolitischen Strategie Washingtons im Kontext des Kalten Krieges. Das Erz aus dem Kongo wurde unter absoluter Geheimhaltung importiert. In Kamina im Westen von Katanga war ein riesiger Militärflughafen von Belgien und der NATO errichtet worden, „um Zentralafrika gegen den internationalen Kommunismus zu verteidigen“.
Am 17. Januar 1961 war Lumumba in einem von den USA bezahlten Komplott bei Jadotville in Katanga ermordet worden, zusammen mit zwei politischen Gefährten, Jugendminister Maurice Mpolo (1928–1961) und Senatsvizepräsident Joseph Okito (1910–1961). Larry Devlin, der CIA-station-chief (COS), führte die verdeckte „Operation Wizard“ für Präsident Dwight D. Eisenhower. Die CIA arbeitete eng zusammen mit belgischen Kolonialisten und kongolesischen Putschisten, um Lumumba „von der Bühne zu entfernen“, wie es in einem CIA-Telegramm hieß. Der Kongo stürzte in ein diktatorisches Schreckensregime und in Bürgerkriege und wurde zu einem Tummelplatz für Geheimdienste und Söldner.
Am 18. September 1961 war Hammarskjöld auf dem Weg zu einem Treffen mit Moïse Tschombé, dem Präsidenten der sezessionistischen Provinz Katanga, um im Rahmen der ONUC-Mission der Vereinten Nationen in der Kongo-Krise zu vermitteln, die in den vorausgegangenen Tagen eskaliert war. Mit an Bord waren auch sein Berater für Afrikafragen, der deutsche Ethnologe Heinrich Wieschhoff, und weitere 14 Insassen.
Es konnte bis heute nicht geklärt werden, ob der Absturz durch einen Navigationsfehler, einen technischen Defekt oder einen Abschuss ausgelöst wurde. Als Unfallursache wurde ein Abschuss durch ein fremdes Flugzeug, durch katangische Truppen oder durch Söldner mit oder ohne Beteiligung der US-amerikanischen CIA, Großbritanniens oder Belgiens vermutet.
Die Untersuchungen von rhodesischer Seite fanden zwischen dem 19. September 1961 und 2. November 1961 unter der Leitung von M. C. B. Barber statt, die Anhörungen vom 16. bis 29. Januar 1962. Das Rhodesian Board of Investigation ließ 180 Personen eine 6 km² große Fläche durchsuchen. Eine zweite Kommission unter Vorsitz der Vereinten Nationen führte zwischen Februar und Mai 1962 eigene Anhörungen und Untersuchungen durch; sie wurde vom nepalesischen Diplomaten Rishikesh Shaha geleitet.
Der offizielle Bericht enthält den Hinweis, dass die zwei toten schwedischen Leibwächter eine Reihe von Wunden aufwiesen, die von Kugeln oder Metallsplittern stammen könnten. Es ist möglich, dass diese Verletzungen von ihrer mitgeführten Munition verursacht wurden, die beim Aufprall oder im brennenden Wrack explodierte. Der US-amerikanische Sergeant Harold Julien, der den Absturz zunächst schwerverletzt überlebte, berichtete von Funken und Explosionen vor dem Absturz. Seine Aussage wurde von den rhodesischen Ermittlern ignoriert. Trotz Bemühungen seiner Ärzte wurde Julien nicht in eine andere Klinik verlegt. Fünf Tage nach dem Vorfall starb er in Ndola an Nierenversagen.

## Flugverlauf

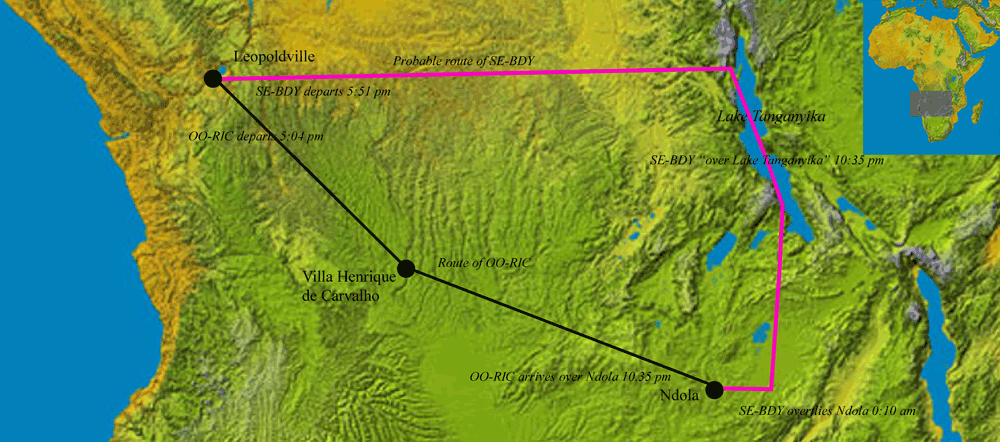
Flugroute des UNO-Generalsekretärs (rosa) und des zweiten Flugzeugs zur Ablenkung (schwarz)

Die verunglückte Douglas DC-6 (Kennzeichen: SE-BDY) war im August 1961 von der Charterfluggesellschaft Transair Sweden in den USA gekauft und dann mit schwedischem Kennzeichen registriert worden. Sie wurde sofort durch die UNO angemietet und aus den USA direkt in den Kongo überführt, wo sie mit weiteren Flugzeugen des Unternehmens an UN-Hilfseinsätzen teilnahm.
Am Morgen des 17. September startete das Flugzeug in Elisabethville in Richtung Leopoldville, um Hammarskjöld und seine Delegation an Bord zu nehmen. Die DC-6 wurde kurz nach dem Abheben von einer Kugel getroffen, so dass die Maschine in Leopoldville vor dem UN-Flug von Technikern der Transair Sweden repariert werden musste. Mit Ausnahme des Einschusslochs, das sich im Auspuffrohr eines der vier Flugmotoren befand, wurden bei der Untersuchung des Flugzeugs keine weiteren Beschädigungen festgestellt.
Hammarskjöld bat für den Flug um Luftunterstützung, die ihm jedoch Großbritannien und die USA verweigerten. Stattdessen wurde versichert, dass der belgische Söldner und Kampfpilot Jan van Risseghem an diesem Tag nicht fliegen werde – ein falsches Versprechen, denn der würde besonders aktiv sein.
Um 16:51 Uhr startete die Maschine mit dem UNO-Generalsekretär zum Flug nach Ndola. Unter den 16 Insassen befanden sich drei bewaffnete Personen, Hammarskjölds schwedische Leibwächter sowie der US-amerikanische Sergeant Harold Julien. Ein offizieller Flugplan wurde aus Sicherheitsgründen nicht hinterlegt. Offiziell befand sich Hammarskjöld an Bord einer Douglas DC-4 der Belgian International Air Services (Kennzeichen: OO-RIC), die zur Ablenkung um 16:04 Uhr vom selben Flughafen mit Kurs auf Ndola gestartet war. Während die DC-4 in südöstlicher Richtung abflog und damit einen fast direkten Kurs zum Zielflughafen nahm, flog Hammarskjölds Maschine zunächst in östlicher Richtung zum Tanganjikasee.
Während des Fluges hielt die Besatzung Funkstille. Die Piloten meldeten sich um 22:02 Uhr zum ersten Mal bei der Flugsicherung in Salisbury, um sich zu informieren, ob die zweite Maschine bereits in Ndola eingetroffen sei. Die Ablenkungsmaschine landete um 22:35 Uhr am Zielort. Um 22:40 Uhr erreichte die DC-6 den Tanganjikasee und drehte nun in südliche Richtung, wobei es die Besatzung vermied, die kongolesische Provinz Katanga zu überfliegen.
Die Piloten kontaktierten um 23:35 Uhr den Flughafen Ndola und teilten mit, dass die dortige Ankunft um 00:20 Uhr zu erwarten sei. Um 00:10 Uhr sank die Maschine auf ca. 2000 Meter (6000 Fuß). Die Piloten erklärten, dass man die Landebahn in Sicht hätte. Der Fluglotse erteilte anschließend die Landefreigabe. Kurz darauf schlug die DC-6 auf dem Boden auf.

## Unfallursache
Die Suche nach der UN-Maschine wurde verzögert aufgenommen, obwohl in Ndola mehrere Flugzeuge verfügbar waren. Nach offiziellen Informationen entdeckten Suchflugzeuge das Wrack erst um 15:00 Uhr, neun Stunden nach Sonnenaufgang. Nach unbestätigten Berichten wurde die Unfallstelle aber bereits am Morgen durch rhodesische Truppen gesichert. Der Absturzort lag etwa 15 Kilometer (9 Meilen) westlich vom Flugplatz Ndola. Laut dem rhodesischen Abschlussbericht wurde der Unfall durch einen Navigationsfehler der Piloten verursacht. Die UNO führte gemeinsam mit der ICAO im Anschluss eigene Ermittlungen durch, die weder einen Navigationsfehler noch einen Abschuss eindeutig belegen konnten.

### Pilotenfehler
Für den Anflug auf Ndola war eine Mindestflughöhe von 2000 Metern (6000 Fuß) bis zum Erreichen des dortigen Funkfeuers vorgeschrieben. Laut Ansicht der rhodesischen Ermittler hielten die Piloten die Sicherheitsflughöhe nicht ein. Als die Besatzung die Landebahn in Sicht hatte, drehte sie nach rechts auf die Bahn ein und setzte dabei den Sinkflug fort. Das Flugzeug unterschritt bei dem Manöver die Mindestflughöhe, streifte mehrere Baumwipfel und schlug in ca. 1500 Metern MSL (4357 Fuß) in hügeligem Gelände auf (controlled flight into terrain). Die Piloten sendeten vor dem Aufprall keinen Notruf.
Angeblich fanden die rhodesischen Ermittler eine aufgeschlagene Anflugkarte des Flughafens Ndolo im Wrack, während die Karte für den Zielflugplatz Ndola in den Bordunterlagen fehlte. Es scheint aber unwahrscheinlich, dass die Besatzung die beiden Flugplätze verwechselte und deshalb den Anflug zu tief ausführte. Der Flughafen Ndolo lag im Stadtgebiet von Leopoldville, wo die Transair Sweden und die UNO ihre Hauptquartiere eingerichtet hatten.

### Abschuss durch ein anderes Flugzeug
Der Fluglotse in Ndola gab an, dass die Piloten ihren Landeanflug abbrachen und ein neues Ziel ansteuern wollten. Einen Grund hierfür nannten sie nicht. Angeblich kreiste die Maschine mehrfach über dem Flughafen. Laut Angaben von Augenzeugen wurde die Douglas DC-6 dabei von einem zweiten Flugzeug angegriffen und beschossen. Einige Personen wollen gesehen haben, dass die Maschine brennend abstürzte. Diese Darstellungen decken sich mit der Aussage, die Sergeant Harold Julien vor seinem Tod gab. Der leitende Wartungstechniker der Transair Sweden stellte fest, dass das Wrack mehrere Löcher aufwies, unter anderem im Bereich des Cockpits, die von einem Beschuss stammen könnten.
Kiu Eckstein berichtet von einem Gespräch mit dem Kameramann Kurt Werner Drews, der einen Piloten kennengelernt hatte, der ihm erzählte, das Flugzeug mit Dag Hammarskjöld abgeschossen zu haben.
Ungewöhnlich für zivile Ermittlungsarbeiten war die Anhörung eines Offiziers der katangischen Luftwaffe. Dieser erklärte, dass die in Kolwezi stationierten Kampfflugzeuge des Typs Fouga Magister nicht an dem Vorfall beteiligt waren und für diese Maschinen seit Juli 1961 ein Nachtflugverbot galt.

### Technischer Defekt oder Sabotage
Aufgrund des hohen Zerstörungsgrades konnte das ausgebrannte Wrack nur unvollständig untersucht werden. Die Ermittler stellten fest, dass die Maschine mit laufenden Triebwerken auf den Boden schlug. Die Landeklappen waren teilweise ausgefahren. Das Fahrwerk war komplett eingefahren und dessen Klappen verriegelt. Es gab keine Hinweise auf technische Defekte oder auf Sabotage an den flugrelevanten Baugruppen.
Einige geborgene Cockpitinstrumente wurden zur weiteren Untersuchung in die USA transportiert. An ihnen wurden keine Funktionsfehler festgestellt, auch deutete nichts auf eine gezielte Manipulation der Geräte hin.

## Neuere Erkenntnisse und Hypothesen
Der UNO-Repräsentant im Kongo, Conor Cruise O’Brien, veröffentlichte 1968 ein Theaterstück Murderous Angels (deutsche Fassung Mörderische Engel, Übersetzung von Dagobert Lindlau, Reinbek bei Hamburg 1971), in dem er einen Colonel Alcibiades Zbyre auftreten lässt, der im Auftrag eines britischen Bergwerkskonzerns die Entführung bzw. Ermordung Hammarskjölds organisiert. In der Figur des Zbyre ist der französische Colonel Roger Trinquier wiederzuerkennen, der 1961 für wenige Monate in Katanga operierte.
Im Jahr 1998 veröffentlichte die südafrikanische Wahrheits- und Versöhnungskommission bisher geheime Dokumente. Sie legten den Schluss nahe, dass Hammarskjöld einem Mordkomplott der Geheimdienste Südafrikas, der Vereinigten Staaten und des Vereinigten Königreichs zum Opfer gefallen ist, die ihre Interessen im Kongo bedroht sahen. Die beiden letzteren bestreiten die Echtheit dieser Dokumente; auch Desmond Tutu wies darauf hin, dass es der Wahrheits- und Versöhnungskommission nicht möglich war, die Echtheit zu überprüfen.
Göran Björkdahl, Mitarbeiter der schwedischen Hilfsorganisation SIDA, interviewte verschiedene Zeugen in der Umgebung der Absturzstelle und sichtete Akten über die Katanga-Krise. Er schrieb 2011, er glaube, dass es sich um ein Attentat zum Nutzen von Bergwerksgesellschaften wie Union Minière gehandelt habe, an denen belgische, britische und rhodesische Unternehmen Beteiligungen besaßen.
Die britische Historikerin Susan Williams behauptet in ihrem 2012 erschienenen Buch Who Killed Hammarskjöld?, dass zwei katangische Kampfflugzeuge des Typs Fouga Magister um 23:05 Uhr vom Stützpunkt in Kolwesi starteten, um Hammarskjölds Maschine abzufangen. Die Position des UN-Flugzeugs sei vom Kontrollturm in Ndola an die Kampfpiloten weitergeleitet worden. Weil diese Ndola nicht rechtzeitig erreichten, sei die Douglas DC-6 vom rhodesischen Fluglotsen bewusst in eine weitläufige Warteschleife geschickt worden. Die katangischen Flugzeuge hätten getrennt nach der kreisenden UN-Maschine gesucht, die daraufhin von einem der Düsenjäger abgeschossen worden sei.
Im Jahr 2014 berichtete die britische Zeitung The Guardian über die Möglichkeit, dass der anglo-belgische Söldnerpilot Jan van Risseghem, der während des Zweiten Weltkrieges von der Royal Air Force angeheuert und auf Aufklärungsmissionen spezialisiert wurde, der Pilot war, der im Dienste der katangischen Luftwaffe Hammarskjölds Maschine abschoss. Nach Aussage des Angehörigen der US Air Force Charles Southall, der im Jahr 1961 in einer Abhörstation der National Security Agency (NSA) auf Zypern stationiert war, wurde der Funkverkehr des katangischen Flugzeugs während des Luftkampfes von der NSA abgehört und aufgezeichnet. Der US-Botschafter im Kongo informierte seine Regierung bereits am Morgen des 18. Septembers über einen möglichen Abschuss, noch bevor das UN-Flugzeug gefunden wurde.

## Untersuchung durch die UN ab 2013 und DokumentationCold Case Hammarskjöld
Der Hammarskjöld Trust unter der Leitung des ehemaligen britischen Richters Stephen Sedley legte 2013 einen Bericht vor, der eine Neuaufnahme der Untersuchung verlangte. Der Bericht kam zu der Ansicht, dass fünf Punkte eine neue Untersuchung dringend notwendig machten. Diese fünf Punkte waren das Geständnis eines belgischen Söldner-Piloten, er habe auf das Flugzeug geschossen, die Beobachtung eines Polizisten von sehr hellen Lichtern im Himmel vor dem Absturz, die Aussage eines anderen Polizisten, er habe einen Blitz am Himmel gesehen, und die Beobachtung eines weiteren Zeugen, der ein sehr helles Licht im Himmel sah. Die Untersuchungskommission forderte die NSA auf, entsprechende bisher geheime Informationen über den Flugverkehr zu veröffentlichen.
Des Weiteren erstellte eine internationale Gruppe ehemaliger Richter unter der Leitung des Briten Lord Lea of Crondall im Auftrag des Hammarskjöld Inquiry Trust ein Gutachten, das 2015 den Vereinten Nationen übergeben wurde. Im Gutachten wird festgestellt, dass es eine Gruppe von europäischen Politikern und Geschäftsleuten gab, die an einer Umleitung des Flugzeuges interessiert waren. Dies steht in Verbindung mit den seit längerem bestehenden Spekulationen, dass das Flugzeug möglicherweise zu einer außerplanmäßigen Landung gezwungen werden sollte und dabei beschossen wurde. Dies wurde auch von der Untersuchungskommission unter Stephen Sedley als glaubhaft angenommen. Die Untersuchungskommission unter Leitung von Lord Lea konnte daneben einen weiteren Zeugen finden, der davon sprach, dass es mehr als ein Flugzeug im Himmel gab, als es zu dem Absturz kam.
Ein ehemaliger Sicherheitsoffizier der US-amerikanischen Luftwaffe berichtete darüber, dass er als Mitarbeiter der NSA auf einem Horchposten in Griechenland von einem Flugzeugabschuss nahe dem Kongo gehört habe. Die USA erklärten, dass bei einer Suche in den Archiven keine entsprechenden Dokumente gefunden werden konnten, während Großbritannien erklärte, dass man der Kommission aus Sicherheitsbedenken keine von ihr angeforderten Dokumente zur Verfügung stellen könne.
UN-Generalsekretär Ban Ki-moon erklärte, er würde das Ersuchen nach Zugang zu den als geheim eingestuften Dokumenten in Verbindung mit diesem Vorgang bei den betroffenen Regierungen unterstützen. Im Jahr 2016 wurde von Ban die Berufung einer oder mehrerer Personen zur Untersuchung der Vorkommnisse als „letzte Chance“ gefordert. Schweden legte der Generalversammlung der Vereinten Nationen dazu im Dezember 2016 einen Antrag vor, eine entsprechende Untersuchungskommission einzusetzen. Der Antrag wurde von 56 Staaten unterstützt.
Im Oktober 2017 wurde ein Untersuchungsbericht an UN-Generalsekretär António Guterres veröffentlicht, in dem ein „… Angriff oder eine Bedrohung von außen“ als „plausibel“ eingestuft wird. Als Täter werden darin die Katanga-Rebellen vermutet.
Am 27. März 2018 beauftragte UN-Generalsekretär Guterres den Juristen Mohamed Chande Othman (Resolution 72/252) erneut zur Fortsetzung seiner Arbeit in der „Hammarskjöld Commission“ zur Aufklärung des Todes von Dag Hammarskjöld und der weiteren 15 Insassen des Flugzeuges.
In den Untersuchungen, die 2018 aufgenommen wurden, wurde bestätigt, dass ein US-amerikanisches Flugzeug mit der Ausrüstung, den Funkverkehr von Flugzeugen des fraglichen Gebietes zu überwachen, in Ndola war. Von amerikanischer Seite wurde nur zugegeben, dass es weitere Unterlagen dazu in als geheim eingestuften Archivbeständen gäbe. Ein Zugang dazu wurde jedoch bis Anfang 2019 verweigert. Die Untersuchung hat ein zuvor als geheim eingestuftes Telegramm eines US-amerikanischen Diplomaten an die Öffentlichkeit gebracht, in dem dieser van Risseghem – dort falsch geschrieben als „vak Risseghel“ – als dringend Verdächtigen benennt. Dem im September 2019 veröffentlichten 95-Seiten-Bericht des Sonderermittlers Mohamed Chande Othman zufolge bleibt ein Abschuss „plausibel“. Jedoch monierte er ausdrücklich die fehlende Transparenz und benennt hierzu vor allem Großbritannien, Russland, Südafrika und die USA. António Guterres, Generalsekretär der UN, sicherte weitere Ermittlungen zu.
In der Dokumentation Cold Case Hammarskjöld von 2019 berichtet ein Freund des Söldnerpiloten Jan van Risseghem, dass dieser ihm vor seinem Tod den Abschuss von Hammarskjölds Flugzeug gestanden habe. Er habe den Auftrag ausgeführt, ohne Wissen um die Identität der Insassen. Jan van Risseghem, bekannt als „Lone Ranger“, attackierte als Teil der winzigen Luftwaffe Katangas in jenen Wochen UN-Truppen. Wegen seiner Präsenz hatte die UN Luftunterstützung für den Flug angefordert. Dieses Geständnis legt den Schluss nahe, dass van Risseghem, ein Legionär im Auftrag der Katanga-Rebellen, Hammarskjölds Flugzeug abgeschossen hat.
Eine Übersicht zum Geschehen sowie dem Stand der Untersuchungen finden sich in den UN-Archiven in der Rubrik Death of Dag Hammarskjöld.

## Gedenken
An der Absturzstelle westlich von Ndola wurden eine Straße, ein Denkmal und ein Museum errichtet. Die Gedenkstelle wurde am 11. Juni 1997 zur Aufnahme in die Liste des UNESCO-Welterbes vorgeschlagen.

## Film und Fernsehen
- Der merkwürdige Tod des Herrn Hammarskjöld, TV-BRD 1961, Regie: Klaus Wildenhahn (Beitrag für Panorama, Länge 45 Min.)
- Wie starb Dag Hammerskjöld?, TV-BRD 1975, Regie: Oswald Döpke, Drehbuch: Maria Matray/Answald Krüger, Länge 85 Min., Erstausstrahlung ZDF 19. September 1975.
- Absturz oder Anschlag?, Dokudrama-Fernsehserie 2016, (Originaltitel: Deadly Mission). Mayday – Alarm im Cockpit [Staffel 15; Folge 5].
- Jadotville, Spielfilm 2016. (Originaltitel: The Siege of Jadotville).[27]
- Cold Case Hammarskjöld, Dokumentarfilm 2019. (Dokumentation, Regie und Drehbuch: Mads Brügger)[28]